# Manganita
La manganita es la forma mineral del oxihidróxido de manganeso (III) Mn3+O(OH).
Fue descubierto  en 1827 en Ilfeld (distrito de Nordhausen), en el sur de Harz (Turingia, Alemania), siendo descrito por primera vez por el mineralogista alemán Wilhelm Karl Ritter von Haidinger.
Otros nombres de este mineral, rara vez utilizados, son newkirkita y esfenomanganita.

## Propiedades

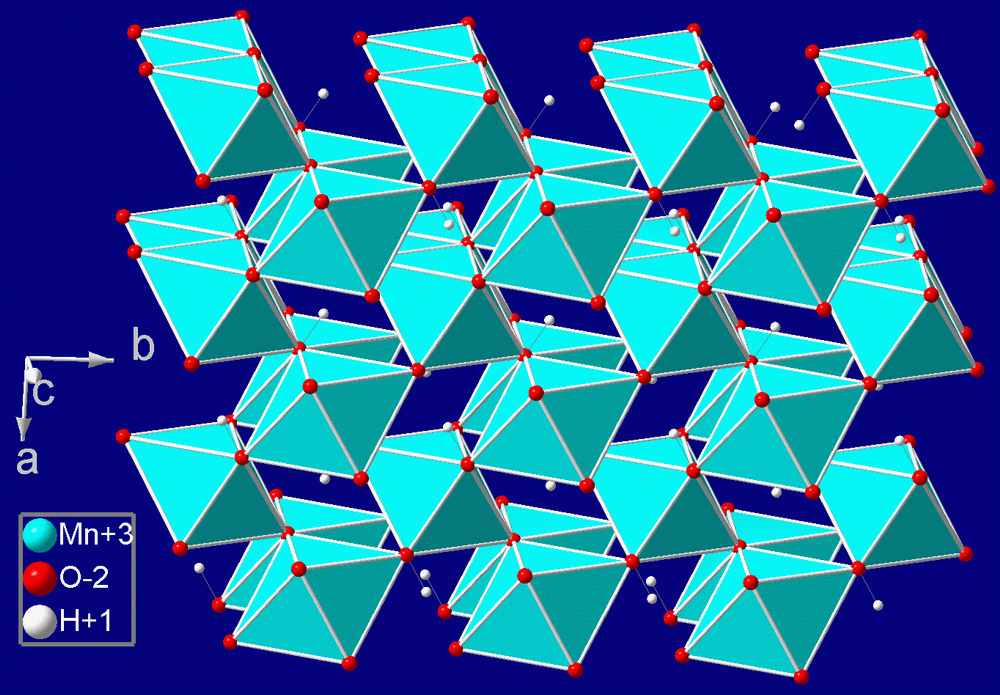
Estructura cristalina de la manganita.

La manganita es un mineral opaco de brillo submetálico y color negro, negro grisáceo o gris. Con luz transmitida tiene color pardo rojizo, mientras que con luz reflejada es blanco grisáceo con un tinte parduzco, con reflexiones internas de color rojo sangre.
De dureza 4 en la escala de Mohs, su densidad es de 4,34 g/cm³.
Muestra un débil pleocroismo y una notable anisotropía.
Cristaliza en el sistema monoclinico, clase prismática.
Es polimorfo de la groutita (ortorrómbica) y de la feitknechtita (trigonal).
Contiene un 62% de manganeso y como impurezas más habituales pueden aparecer hierro, bario, plomo, cobre y aluminio.

## Morfología y formación

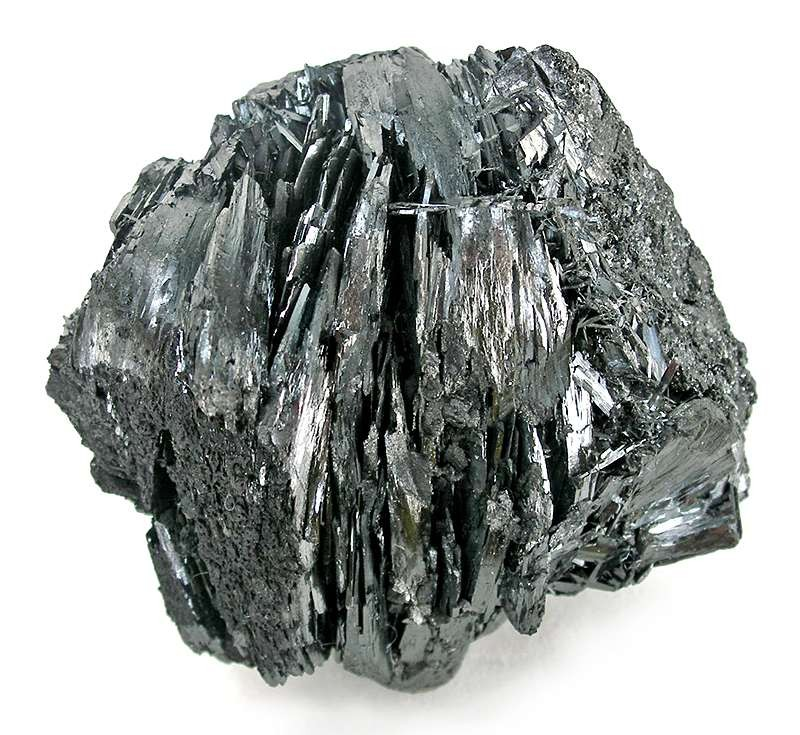
Complejo agregado de manganita de la mina Wessel (Sudáfrica)

Los cristales de manganita son prismáticos y alineados fuertemente en su sentido longitudinal; a menudo se encuentran agrupados en manojos. Más raramente presenta hábito estalactítico o granular.
Es un mineral que aparece en depósitos de manganeso termales o hidrotermales de baja temperatura. También puede reemplazar otros minerales de manganeso en depósitos sedimentarios o constituir un componente en algunos depósitos de arcilla y laterita.
Suele encontrarse asociado a pirolusita, braunita, hausmannita, barita, calcita, siderita o goethita.

## Yacimientos
Existen numerosos depósitos de manganita, pero rara vez se encuentra bien cristalizada.
En Alemania sí se han encontrado ejemplares bien cristalizados, en la localidad tipo —en Ilfeld (macizo del Harz)— y en Ilmenau (Turingia).
El Reino Unido cuenta con depósitos en la mina Botallack (Cornualles) y en Upton Pyne (Devon).
En España, la manganita abunda en los depósitos manganesíferos de Huelva (Almonaster la Real y Zalamea la Real); también está presente en las micacitas de Maro (Málaga) en forma compacta y cristalina, así como en la sierra de Segura (Jaén).
En Estados Unidos hay buenos cristales en los distritos de Negaunee y Marquette, (Míchigan).
Este mineral se encuentra también en México, en las minas Ahuichote, Aviadero, Carretera, Jesús María y Santa Brígida de la localidad de Mineral del Monte (Hidalgo), y en Mapimí (Durango).
También se ha encontrado manganita en Argentina, en Agua de Dionisio (Catamarca) y en el departamento Burruyacú (Tucumán).